# 崔建远
崔建远（1956年5月—），河北滦南人，中國法学家，清华大学法学院教授、博士生导师，入选2011年度中国教育部“长江学者”特聘教授。1978年考入吉林大学法律系，1985年1月获法学硕士学位并留校任教，1996年调入清华大学法律学系。兼任中国民法学研究会副会长，中国全国人大常委会法制工作委员会立法专家。

## 著作[6]
- 《合同责任研究》（吉林大学出版社1992年版）
- 《物权法》（中国人民大学出版社2009年版）